# Berolinahaus
Berolinahaus – modernistyczny budynek znajdujący się przy berlińskim Alexanderplatzu.

## Historia
W 1929 roku ogłoszono konkurs na przebudowę Alexanderplatzu, nadzorowany przez Martina Wagnera. Pierwszą nagrodę zdobyli bracia Hans i Wassili Luckhardtowie, lecz zdecydowano się na realizację projektu, który zajął drugie miejsce, autorstwa Petera Behrensa. Budowę handlowego gmachu ukończono w 1932 roku. Jednym z pierwszych nabywców była firma odzieżowa C&A, która zajęła pierwsze i drugie piętro budowli. 
Podczas II wojny światowej budynek został częściowo zniszczony. W 1952 roku został siedzibą rady dzielnicy Mitte, w tym czasie gmach został odnowiony i przebudowany. Władze dzielnicy opuściły budynek w 1998 roku i przez następne 7 lat stał pusty. W 2004 roku został sprzedany państwowej spółce, która przystąpiła do restauracji budynku. Prace pod okiem architekta Sergeia Tchobana rozpoczęły się w 2005 roku a skończyły 6 września 2006 roku. Podczas remontu przywrócono piaskowiec na elewacjach (w 1950 roku zastąpiono go torkretem).

## Architektura
Budynek jest modernistyczny, ośmiokondygnacyjny, wysoki na 30,3 metra. Gmach ma powierzchnię 16 500 m², z czego 5200 m² to powierzchnia handlowa, a około 7000 m² – biurowa. Główną dekoracją elewacji są okna, przy czym na krótszych elewacjach są one zgrupowane po 3 między lizenami, a w dłuższych po 2.

## Galeria

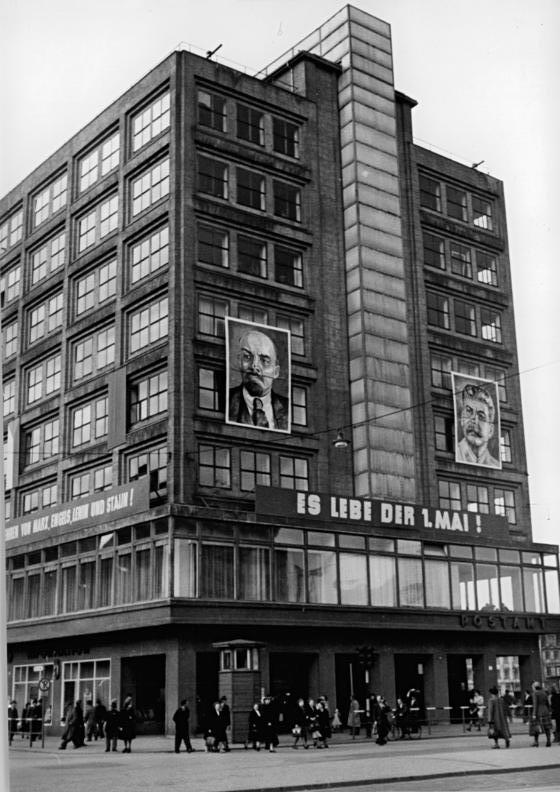
Widok w 1953
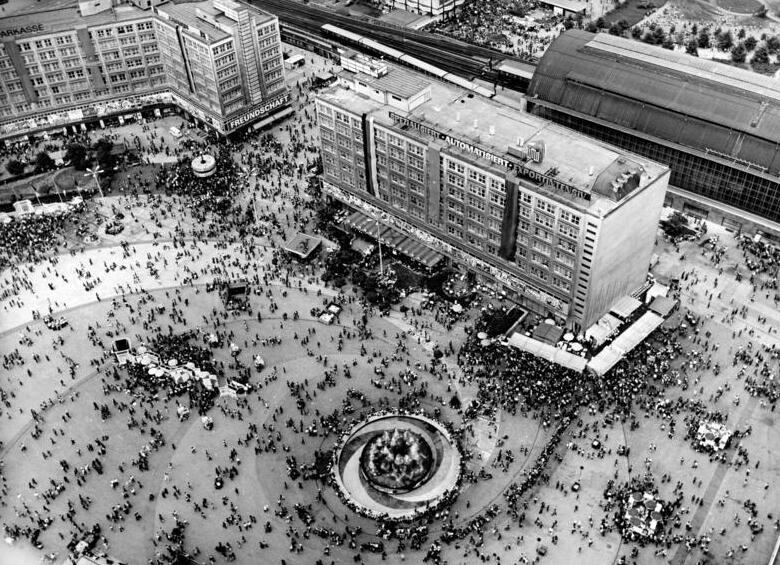
Widok z lotu ptaka, 1979
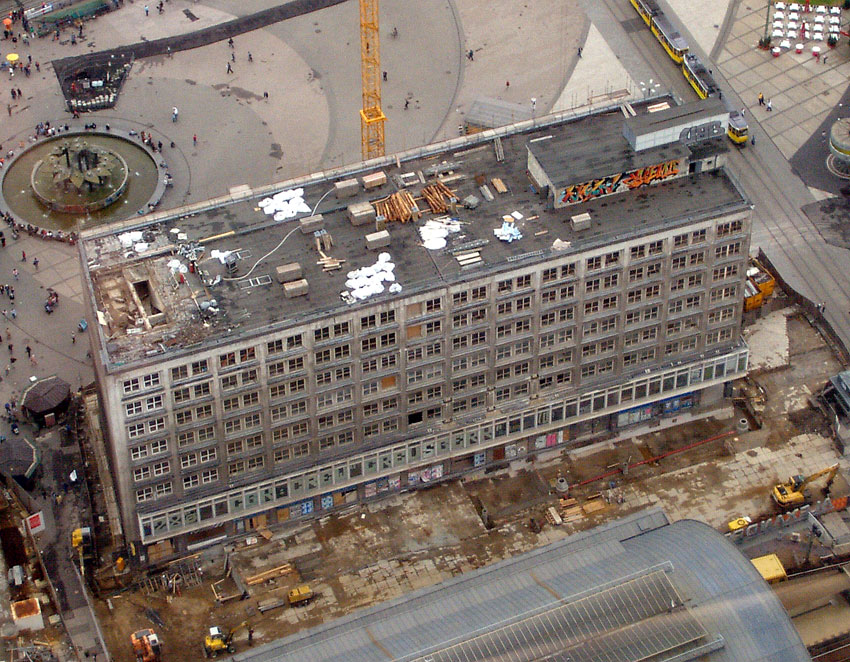
Widok w 2005, podczas remontu, z Berliner Fernsehturm
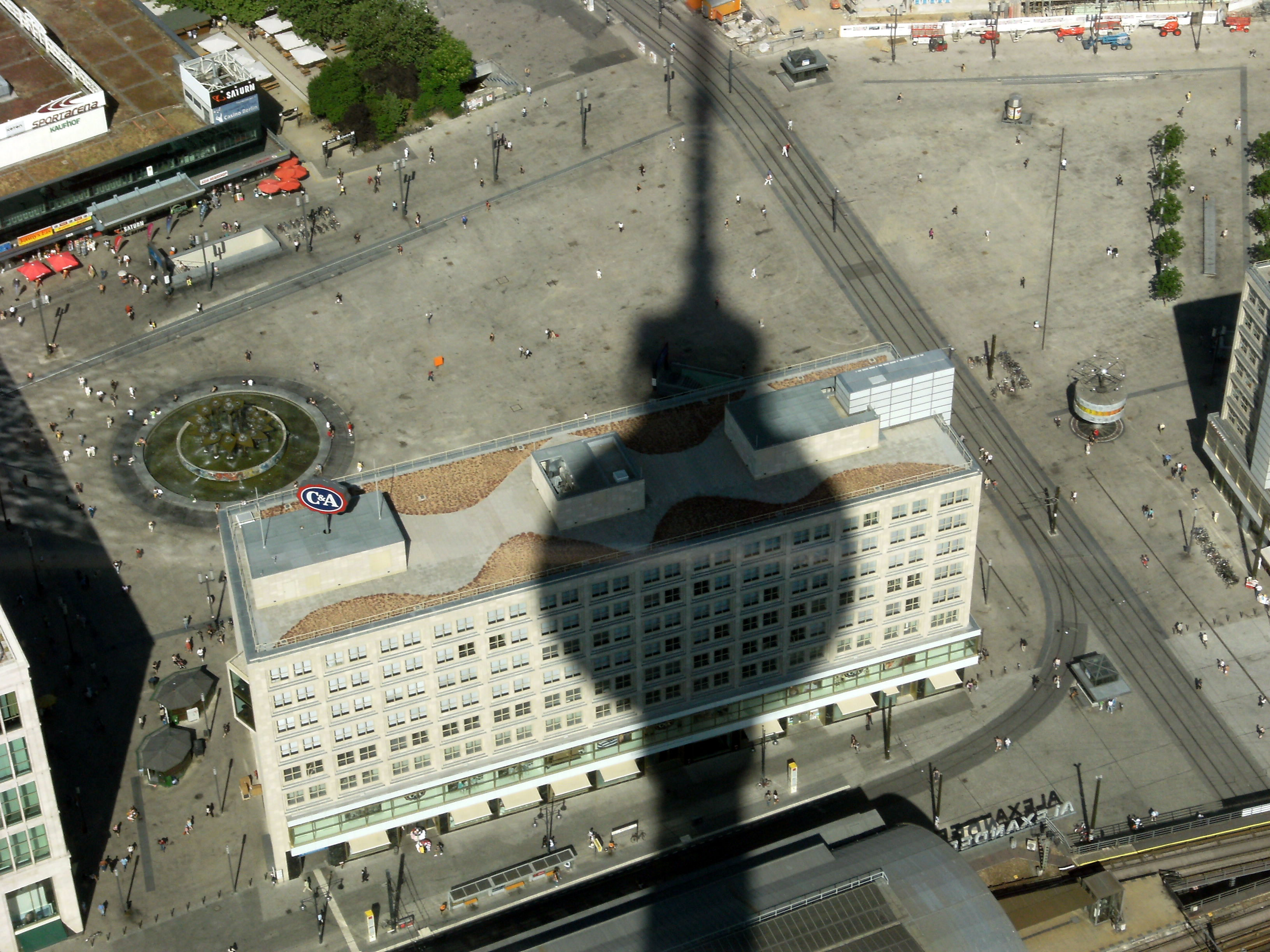
Widok z Berliner Fernsehturm w 2008
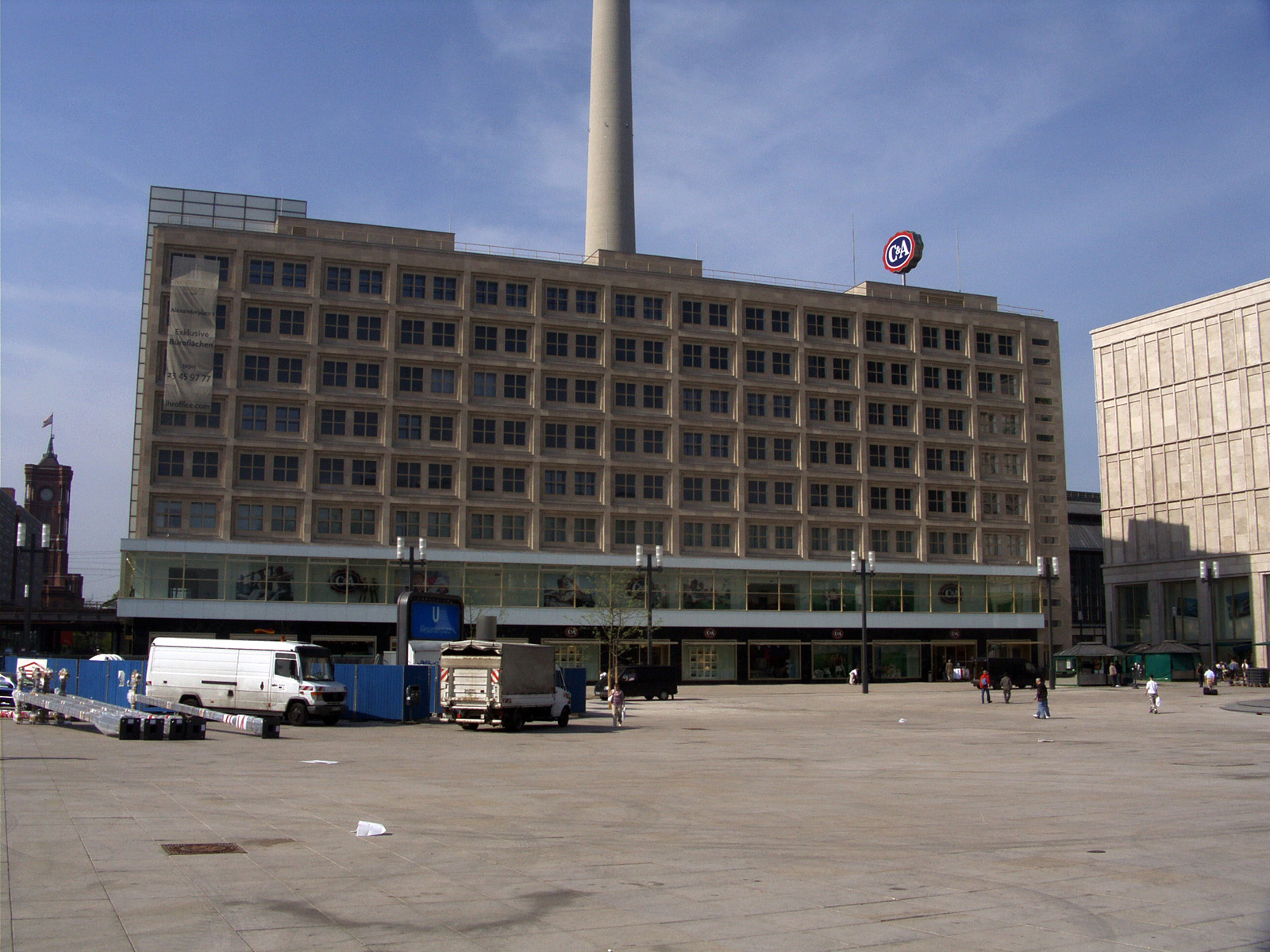
Północno-wschodnia elewacja, 2007